# Leyendas de Jaén
La ciudad de Jaén, España alberga un gran número de leyendas muy imbricadas en el alma de sus gentes. Casas enduendadas, tesoros sorprendentes, relatos islámicos y judíos, tradiciones íberas... como las siguientes:

## Lagarto de la Magdalena o Lagarto de Jaén

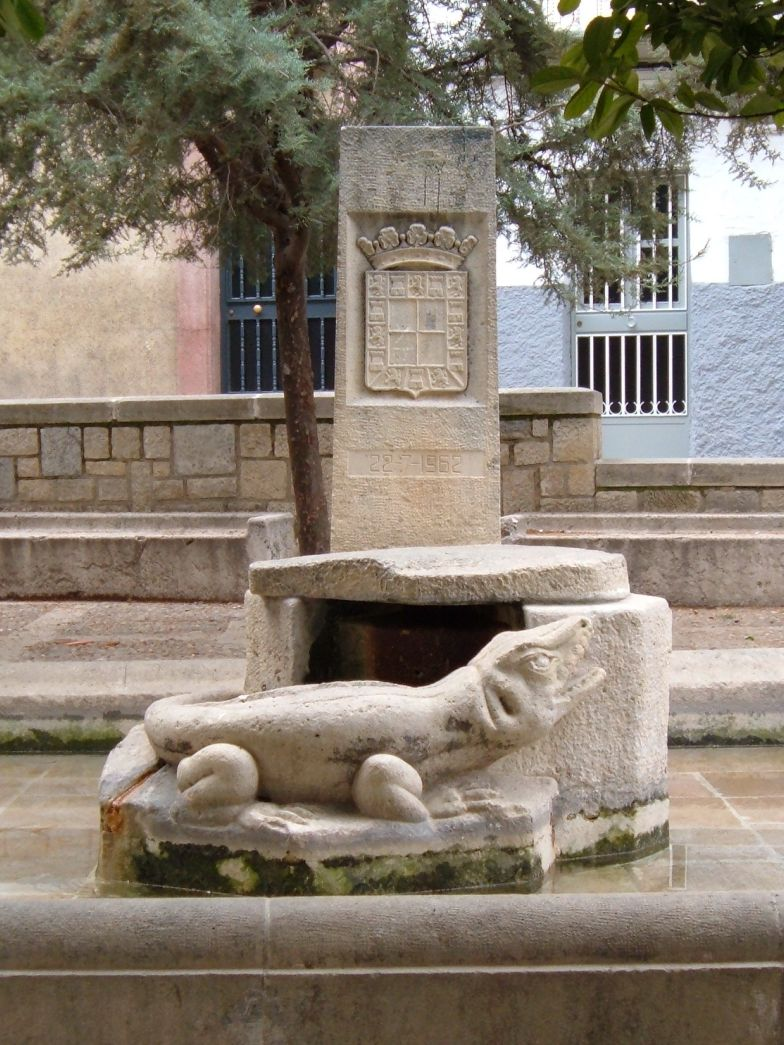
El Lagarto de la Magdalena, icono de Jaén.

Sin duda alguna, la leyenda más conocida es la del Lagarto de la Magdalena (es conocido incluso a nivel de España, como el lagarto de Jaén, y popularmente llamado «El lagarto de la Magdalena»), un animal que atemorizaba a los pastores a finales del siglo XV comiéndose sus ovejas. 
En el barrio de la magdalena había un temible lagarto que atacaba a todas las personas que pasaban por allí a por agua, pues Jaén es muy rica en agua. Los ciudadanos ya estaban hartos y pidieron al rey que enviase a alguien a combatir contra el lagarto. Un preso que estaba condenado se ofreció a cambio de que le liberasen. Pidió la piel de una oveja, pólvora, panes y un caballo. Fue hacía el raudal y empezó a tirarle los panes al enorme lagarto. llegó a una calle sin salida y le tiro la oveja con la pólvora dentro. El lagarto se la tragó. Al cabo de unos minutos explotó y el preso retomó su libertad.
Hay que tener en cuenta que en las crónicas antiguas no se habla de un lagarto sino de una gran sierpe, es decir, una enorme serpiente, o sea, típica denominación en los textos antiguos para este tipo de monstruos que no dejan de ser los legendarios dragones, lo que aparece en el escudo de la catedral de Jaén y lo que tradicionalmente se ha dicho asemeja la figura de la propia ciudad recostada alrededor del cerro de Santa Catalina.

## La leyenda de la cueva del tesoro de la Puerta de Baeza
Hay multitud de leyendas jiennenses que insisten en ello, en que las galerías y cuevas secretas de la ciudad poseen un tesoro, y en todo en un contexto misterioso y oculto que hay que respetar, para evitar terribles consecuencias. Tesoros que no tienen que ser siempre materiales, sino que serían sagrados y tendrían que ver con el secreto conocimiento que se guardaba en la ciudad santa del santo reino Jaén.
En la plaza de los Huérfanos de Jaén, en donde estaba una de las imponentes puertas de la muralla, la de Baeza, de la que ahora solo queda poco más que los cimientos, se sitúa una de las leyendas más curiosas y esotéricas que se conservan.
Se trata de un tesoro posiblemente propiedad de la familia judía que habitaba esa casa y que algún día volvería para recuperar sus propiedades tras la expulsión de los judíos de Jaén. 
Cuenta que unos ganaderos que estaban de viaje pidieron pasar la noche en una casa entre la plaza de los Huérfanos y la calle del mismo nombre. Aceptando la dueña por la generosa retribución que le ofrecían los pastores, estos se alojaron en el sótano, como ellos querían. A media noche la hija de los dueños se despertó y oyó unos extraños susurros que procedían de los sótanos de la casa, y sigilosamente descendió hacia ellos y vio, sin que los hombres se percataran de su presencia, como estos se encontraban alrededor de una vela encendida y pronunciaban unas palabras en un idioma que no comprendía. Tras las palabras y el ritual se abrió mágicamente uno raja en los muros; sin pausa, los pastores entraron por la grieta y al poco salieron cargados de monedas, joyas y otros objetos preciosos.
Apagaron la vela y entonces la brecha del muro se cerró. Al día siguiente los ganaderos abandonaron la casa, y la muchacha, que había memorizado las extrañas palabras que oyó pronunciar, pidió a su madre, tras decirle escuetamente lo que había visto, que la acompañara al sótano esa misma noche. Encendió la vela, que estaba ya muy pequeña por el uso de los pastores, y repitió el ritual que había observado, pronunciando las palabras mágicas; entonces, efectivamente, se abrió de nuevo el muro, ante el gran asombro de la madre. Mientras que la madre se quedó sosteniendo la vela, la hija entró en la cueva y deslumbrada ante el magnífico tesoro que cobijaba se entretuvo, la madre desesperada advirtió que la vela estaba a punto de apagarse, que cogiese cualquier cosa y saliera corriendo, pero la codicia de la joven la entretuvo hasta que por fin la vela se apagó sin que la muchacha reaccionara a tiempo ante los gritos de la madre que veía cómo la entrada a la cueva se cerraba. La madre, desesperada, se lanzó hacia el muro, pero este ya era de nuevo una sólida pared de piedra. Allí dentro se quedó la muchacha.

## El castillo de Santa Catalina
Sobre el Castillo de Santa Catalina también versan varias leyendas, la mayoría relacionadas con fantasmas. Quizá la más conocida de ellas sea la de la amante del Condestable Iranzo, en cuya habitación se siguen escuchando ruidos y lamentos, y que se dice que se interpone cuando alguien intenta retratar a su amado.
Se cuenta que el Condestable Iranzo se enamoró de una mora y era correspondido. Los dos amantes se casaron y un día el Condestable tuvo que ir a combate. Los súbditos estaban celosos de ella, pues creían que el rey no pensaba en ellos. Quemaron y violaron a la mujer mora cuando estaba embarazada. Desde entonces se oyen sus lamentos, y si la veis estará moviendo los muebles.
Otra leyenda a destacar dice que en la época de los moros, el Castillo de Jaén tuvo un gobernador llamado Omar, valiente guerrero pero a la vez delicadamente enamorado de su esposa, Zoraida. Una tarde fue reclamado en la ciudad por el Cadí y partió al galope. No volvió y su esposa, tras una angustiosa noche, salió en su busca; lo encontraron con un puñal en la espalda en un altozano cercano al castillo. Tal era el dolor de la viuda que se abrazó al cadáver y rompió a llorar sin consuelo. 
Cuando sus acompañantes intentaron separarla del cuerpo de su marido, cayeron en la cuenta de que había muerto también, pese a que seguía derramando abundantes lágrimas y que éstas, al caer al suelo, se fundían con aguas cristalinas que brotaban del suelo, en un lugar que siempre había sido seco. Allí se formó una fuente que hoy se conoce como Caño Quebrado. Desde entonces en las noches de febrero, aparecen dos figuras como espectros abrazados que se alejan hacia el castillo.

## Nuestro Padre Jesús Nazareno (El abuelo)

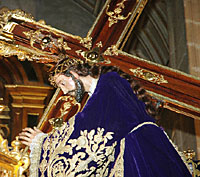
Nuestro Padre Jesús Nazareno "El Abuelo"

Otra leyenda también muy arraigada a la ciudad concierne a la imagen de Nuestro Padre Jesús Nazareno. Cuenta la leyenda que un anciano fue acogido durante una noche en una casería a las afueras de la ciudad, y al ver un grueso tronco de olivo a la entrada dijo a los dueños que «buen nazareno saldría de ahí». Ante el comentario del anciano, le preguntaron «¿usted sería capaz de hacerlo?», él asintió y pidió únicamente que lo dejaran trabajar a solas en una habitación sin herramienta alguna, pues no tenía necesidad de ellas. 
Los sorprendidos dueños accedieron a tan singular petición y dejaron al abuelo a solas con el tronco de olivo. Pasaron las horas y ningún ruido salía de la habitación. Preocupados, tocaron a la puerta por si le había pasado algo y al no obtener respuesta decidieron entrar... en la habitación no había rastro del abuelo y en lugar del tronco de olivo se encontraba ésta hermosa talla de cuerpo completo del nazareno. De ahí viene el nombre de esta procesión, conocida como "El Abuelo".

## Catedral de Jaén

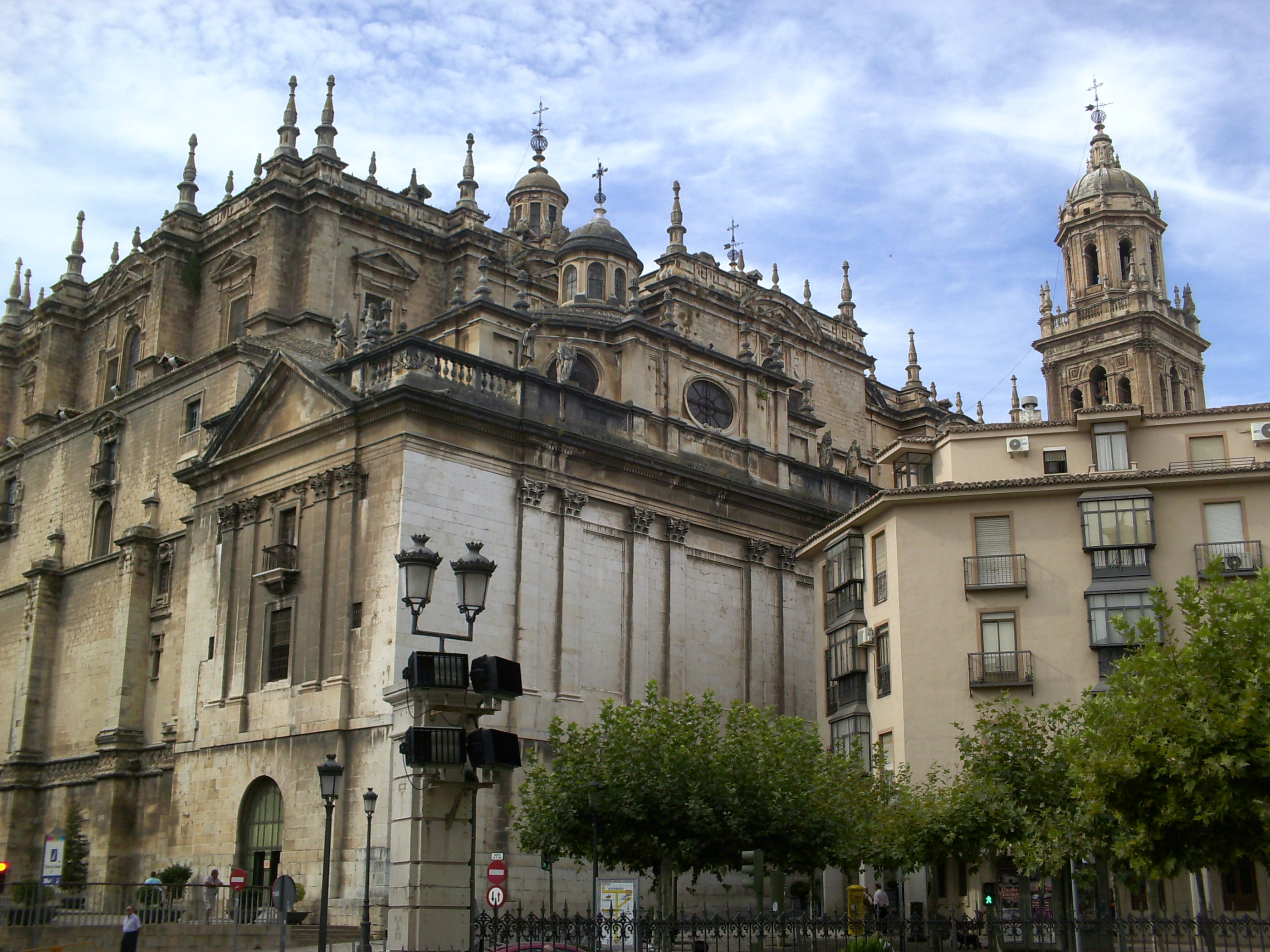
Catedral de Jaén

La Catedral también posee varias leyendas:

### El niño huérfano
Hace más de medio siglo un niño pobre y huérfano de 5 o 6 años vivía en la Catedral. Una noche se durmió delante de un cuadro de una mecedora con una mujer y un bebé. Cuando cerraron, el chaval oyó unos llantos y un ruido de mecedora. Lo ignoró. Luego más fuertes. Los volvió a ignorar. Luego parecían estar detrás de sus oídos. Se giró y vio que el bebé no estaba, cuando volvió a ponerse como antes el bebé estaba delante de él. Se levantó y corrió hacia la puerta pero la madre lo mató.
Desde entonces se ve a un niño correteando a los minutos previos al cierre. Personajes notables como el ex-obispo de Jaén Santiago García Aracil afirman haber visto a este niño.

### La mona de Jaén
Si visitas la catedral de Jaén y te fijas detenidamente en la fachada noreste (la más antigua), encontraras en un friso exterior una figura de piedra un poco peculiar, "la mona de Jaén".
Existen diferentes historias a cerca de su origen. Unos dicen que antaño existía una joven muchacha, conocida en toda la ciudad por su belleza equiparable a la de un ángel y su corazón tan puro como el oro refinado. Esto mismo fue lo que despertó la envidia de un malvado mago que quería adueñarse de ella, pero la mujer se resistió a los caprichos del mago y como castigo este la petrifico. Sin embargo la mujer , antes de ser petrificada, decidió pronunciar una maldición que afectara a todo aquel que se atreva a desafiarla o mirarle a los ojos.
Se cuenta que, tras varios siglos de este suceso, los mayores advertían a sus hijos y parientes más pequeños a cerca de la maldición, aconsejándoles que no jugaran en la pequeña plaza situada en donde está ubicada la figura. 
Un día, un grupo de niños rebeldes decidieron ignorar las palabras de sus mayores ,creyendo que esto era una simple mentira. Comenzaron a tirarle piedras a modo de juego, ninguno atinaba por su mala puntería, hasta que un niño consiguió darle directamente a la nariz de la figura, mutilándola y haciendo que dicha parte se caiga al suelo.  El niño con tranquilidad se retiró a su casa después de pasarse toda la tarde jugando, pero, en cuando dio el primer paso dentro de esta le comenzaron a entrar sudores fríos. El niño enfermo y empeoraba momento a momento, muy rápidamente, llegando hasta a convulsionar. Sus padres llamaron al médico lo más rápido que pudieron pero este no pudo encontrar ninguna explicación ni remedio a lo que le pasaba, hasta que, a las pocas horas, el niño falleció.
Desde aquel entonces, el mirar a dicha figura ha representado siempre un mal presagio. Esto a dado lugar a costumbres como que los recién casados de la ciudad de Jaén no pasen cerca de la fachada donde está situada la mona, si no tendrán mala suerte durante su matrimonio.

## Leyenda del Santo Rostro
Este objeto sagrado conservado en el santuario catedralicio, está rodeado de leyendas por su presunto origen y presencia en Jaén. Se dice que es uno de los tres dobleces del paño en los que se imprimió la imagen de la cara de Cristo cuando su dueña, Verónica, quiso secarle el sudor y la sangre camino del Calvario; pero seguramente se trata de una pintura medieval al estilo de los iconos bizantinos, pintado sobre una imagen sagrada aún más antigua e ignota. 
El santo rostro fue sacado de Jaén en varias ocasiones. Cuenta la leyenda que una de ellas fue devuelto a su diócesis por el obispo Nicolás de Biedma (1368-1378 y 1381-1383), pues el rey santo lo había dejado en Sevilla tras encontrarlo en Jaén en unas catacumbas del barranco de los Escuderos, muy cerca de la Catedral, donde había permanecido oculto desde la conquista árabe. 

### Leyenda de San Eufrasio
Pero sobre la presencia del Santo Rostro en Jaén la leyenda tradicional dice otra cosa: según la versión, el primer obispo de Jaén, San Eufrasio, (también el obispo Nicolás de Biedma) tenía una villa, fuera de las murallas de Jaén y allí en una capilla tenía dos diablillos encerrados en una vasija de cristal, los cuales se pasaban el día discutiendo el uno con el otro. Un día mientras los demonios lo creían dormido, San Eufrasio se da cuenta de que los demonios no están discutiendo, sino cuchicheando algo en voz baja, escuchando cómo se decían que hoy era el día en que Lucifer le iba a tender una trampa al Papa y que estaba a punto de cometer un gran pecado; el obispo, para intentar evitarlo, amenazó a los diablillos para que le contaran todos los detalles, y al final éstos entraron a negociaciones con San Eufrasio, de modo que si le ayudaban éste no le diría nada a Lucifer de que sus diablillos le habían delatado. A cambio del silencio y de darle todos los días las sobras de su comida a los diablillos, éstos le llevarían volando por los aires a Roma, a lo que el obispo accedió. Entonces uno de los demonios se transforma en una gran bestia alada y sus lomo voló hasta el Vaticano en brevísimo tiempo; una vez allí previno al Papa de su caída en el pecado, se trataba de una mujer bellísima enviada por el demonio que iba hipnotizando a todos los hombres a su paso y que caían a sus pies, incluido el Papa. San Eufrasio llegó hasta esta mujer y le impuso una cruz en el hombro, y en ese momento la tierra se abrió y devolvió al demonio hecho mujer al averno. Así, remediado el problema, el Papa, muy agradecido, le devolvió el Santo Rostro; y volvió a Jaén con la preciada reliquia de nuevo a lomos del diablillo y luego el obispo empezó a cumplir su promesa de darle las sobras de sus cenas, que a partir de entonces decidió que consistirían en comer nueces, con lo que el diablillo sólo obtenía las cáscaras.

### La Mesa de Salomón
La ciudad siempre ha estado muy relacionada con el esoterismo. Los judíos son, entre otros, los que durante siglos buscaron el nombre de Dios, es decir: el conocimiento perfecto que solo encontró Salomón y que dejó escrito en su anillo y en la mítica Mesa de Salomón, tablero o espejo que, como dice Juan Eslava Galán, se encuentra oculta en Jaén, en el Santuario de la Diosa Madre que se identifica con la actual solar de la Catedral. Esa sabiduría daba, además, riqueza y todos aquellos que en Jaén estuvieron relacionados con este Santuario mítico tuvieron fortunas ingentes que sus solos medios no podían explicar. Como Salomón, que construye un gran templo lleno de riquezas que trae -además de expertos que lo construyen-, de muchos lugares del mundo conocido. Entre otros de Tartesos, el legendario reino nativo del sur peninsular y estirpe de los pueblos íberos que dominaron ésta tierra.

## La Iglesia de San Ildefonso
Con respecto a la Virgen de la Capilla y la Iglesia de San Ildefonso también existen leyendas, algunas relacionadas con la anterior del lagarto, cuya piel supuestamente está expuesta en dicha iglesia.
Una de ellas es la de La Cabeza de la Iglesia de San Ildefonso. Esta leyenda está basada en un hecho real que narra Antonio Becerra en su Memorial sobre el culto y devoción a la Virgen de la Capilla, publicado en 1639. En la Iglesia Parroquial de San Ildefonso, sobre unos de los contrafuertes que flanquean la portada que abre a la plaza, justo en el alero de la cubierta, hay una cabeza tallada en piedra. 
Se dice que es el vivo retrato de un joven, hijo de persona principal de la ciudad, que una noche, a finales del siglo XVI, se ocultó en el templo y robó las lámparas de plata que alumbraban a la Virgen de la Capilla. Salió de la ciudad con su botín, pero su mala conciencia lo desorientó y fue apresado en Los Villares. Juzgado sumariamente en Jaén, fue condenado a muerte sin que sus padres, pese a sus altas influencias, pudieran valerle. Le ahorcaron y luego se ordenó descuartizarlo y exponer sus restos sobre los contrafuertes del templo para que sirviera de escarmiento a posibles ladrones sacrílegos. Cuando los restos se consumieron con el tiempo, se ordenó que la cabeza, esculpida en piedra, permaneciera eternamente expuesta sobre el contrafuerte más próximo a la torre. Y ahí se puede contemplar hoy día.

### "Descenso de la Virgen" en San Ildefonso
En una desesperada situación por el acoso continuo de los ejércitos moros granadinos, en la noche-madrugada del sábado 10 al domingo 11 de junio de 1430, se cuenta que ocurrió un hecho extraño y sobrenatural.
Muchas personas humildes y sencillas, desde cuatro lugares diferentes del llamado “Arrabal de San Ildefonso”, fueron testigos de un extraño cortejo procesional frente a la actual Iglesia de San Ildefonso.

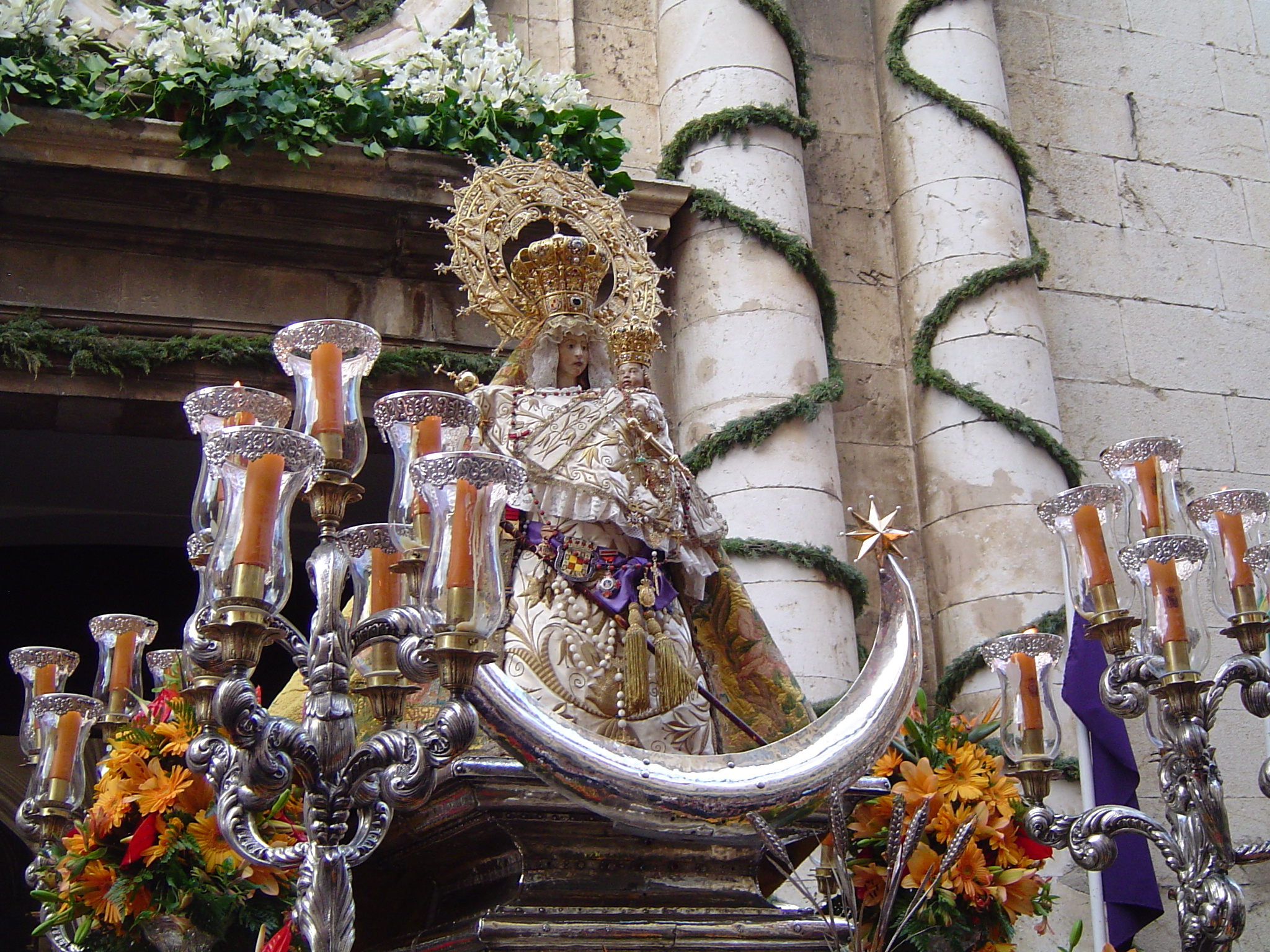

Narra la crónica que justo cuando la ciudad iba a caer a manos de los granadinos,  de una fulgurante luz que sobrevolaba Jaén, descendió una "Señora", vestida con resplandecientes ropajes y con un niño “bien criadillo en los brazos”, llevando a la derecha a un clérigo y a la izquierda una mujer con aspecto de beata, presidían una extraña procesión en la que figuraban las cruces parroquiales de la ciudad y una numerosa milicia de hombres de guerra detrás.
La procesión, de la que emanaba una extraña luminosidad, recorrió algunas calles del arrabal, deteniéndose luego a espaldas de la Capilla de San Ildefonso, donde había aparejado un altar en que se ofreció una ceremonia litúrgica entre cantos sobrenaturales incomprensibles para los atemorizados jiennenses que contemplaban las escenas. Todo aquello, dicen, se esfumó cuando en los campanarios de la ciudad se escuchó el toque de Maitines. La piedad popular interpretó aquella visión fantasmal como un prodigioso "Descenso de la Virgen María a Jaén".
Ciertamente, desde 1430 a 1492, los giennenses resistieron con fuerza los sucesivos ataques, que incluso repelieron con éxito.
Agradecidos a esta ayuda y patrocinio celestial, cuya luz acompañaba desde el cielo a los jiennenses en sus batallas, en el lugar donde había finalizado aquella misteriosa "procesión", se colocó una talla de la Virgen, posiblemente extraída de un retablo anterior.
Las gentes comenzaron a visitar a esta imagen que, por pertenecer a la Capilla de San Ildefonso, llamaron “de la Capilla”.

## El Pósito
Cuenta la historia de amor entre un capitán de los Tercios de Flandes y una hermosa dama de la ciudad de Jaén.

## Los baños Árabes

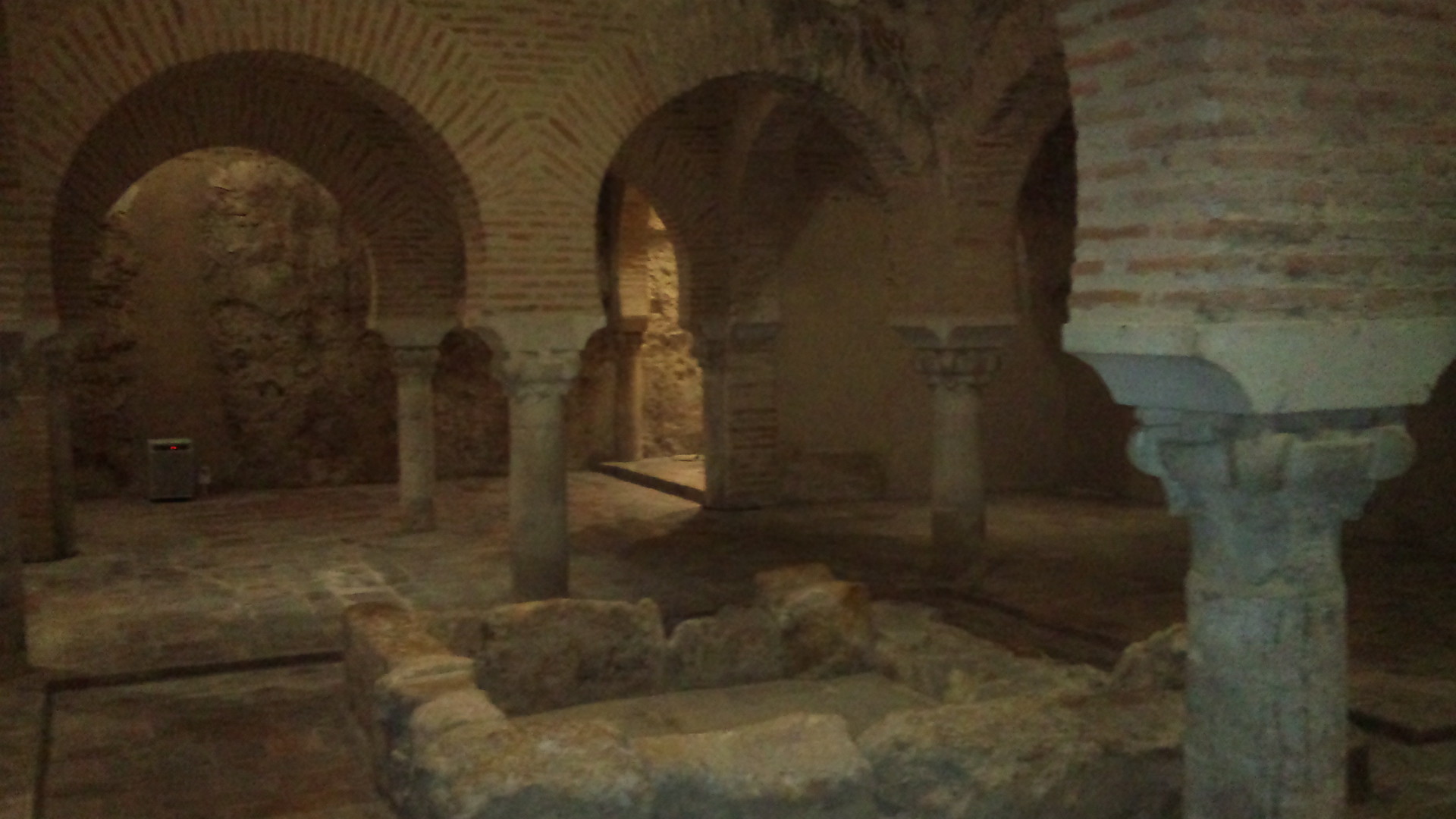
Baños Árabes

Se dice que el rey de Jaén estaba en guerra con el rey de Córdoba y este le mató. Sus súbditos fueron a los baños árabes donde se estaba bañando para celebrar su victoria. Los súbditos le cerraron las ventas y le dieron más calor a la sala. El rey empezó a sudar y cuando ya no le quedó más que sudar se quedó en los huesos. Desde entonces se dice que sobre las 12 y las 12:30, el rey estará allí y absorberá la energía de aquellas personas que se encuentren allí, solo si son mágicas.

## La dama del Palacio de los Vélez
Detrás de la catedral de Jaén, entre las calles Valparaíso y Almenas, se encuentra lo que queda del palacio de los Vélez, muy remodelado como Colegio de Arquitectos. De esta casona palaciega del siglo XVII se cuenta la siguiente leyenda: 
Habitaba en este palacio una muy ilustre y adinerada familia de Jaén. Se dice que esta familia vivía entre grandes lujos, con una profusa decoración en todo el palacio que demostraba el elevado poder económico del linaje que en él residía.
Tenía esta familia una hermosa hija, de bellísimos ojos claros, pelo rubio y blanca piel. Reunía las mejores virtudes que pudiera ostentar una doncella casadera de la aristocracia del momento, pues era culta, bondadosa, prudente, comedida y cándida, además de caritativa en extremo con los más desfavorecidos; esta joven dama acostumbraba a tratar a todo el mundo como a iguales, sin darle importancia a su clase social, y hablaba con gran modestia, a pesar de su elevada posición, con doncellas, labriegos o pedigüeños, a los que nunca negaba una limosna y gustaba ayudar en lo que podía.
El padre de la bella ostentaba de su hija aún más que de las inmensas riquezas que en tan gran número poseía. La madre hacía gala de las virtudes de su hija ante todas las damas aristocráticas de la ciudad, mostrándola, cuando paseaban juntas, como el más valioso de los tesoros que había en su casa.
Todos los más ricos y apuestos galanes de la ciudad la observaban intensamente cuando paseaba con su madre por la plaza de Santa María o simplemente dando un paseo por cualquiera de las calles o plazuelas cercanas a su palacio. Muchos fueron los pretendientes de la aristocracia jiennense que aspiraron a obtener su mano. Incluso se cuenta que numerosos fueron los nobles de otras ciudades que pretendieron casamiento con ella.
Un día, la hermosa dama, con su habitual sencillez, entró en una extensa conversación con un joven plebeyo, posiblemente un subordinado de la casa. La muchacha entabló una gran amistad con él, encontrando en el humilde joven una serie de grandes virtudes que no había conocido antes en los grandes nobles con los que habitualmente se relacionaba, con lo que la chispa del amor hizo mella en el corazón de ambos jóvenes. Unidos por el más secreto de los amores, disfrutaron durante un tiempo el uno del otro, hasta que llegó el momento fatídico.
Un día, el orgulloso padre de la dama descubrió esta relación amorosa, que para él era una verdadera humillación y vergüenza, al igual que para la madre. Entonces los padres le exigieron que cesara la relación con ese muchacho de inferior condición social, pero ellos a escondidas siguieron viéndose. Enseguida el padre pensó en aplicar una drástica solución: encerrar a su hija en la alcoba más alta de una torre que en aquel entonces tenía el palacio de los Vélez, pero no pensó en un encierro temporal o llevadero, sino en emparedarla. Se dice que tapió incluso la ventana, dejando un pequeño orificio por el que apenas entraba el aire a la habitación.
Desde entonces, dicen que la dejaron encerrada e incomunicada, para que nadie supiera de la grave afrenta que, según sus padres, había hecho su hija a su noble casa.
El joven enamorado, transido de dolor, acudía todas las noches al pie de la torre donde estaba encerrada la dama, y ella, a través del pequeño orificio que tenía en la pared de su prisión, le lanzaba a la calle mensajes de amor escritos en las hojas que arrancaba de un libro de oraciones, único bien que sus padres le dejaron, escribiendo con una astilla de madera, de la ventana tapiada, con la que se pinchaba un dedo o la muñeca para utilizar su propia sangre como tinta. 
Cuentan que posiblemente murió encerrada y olvidada por todos, en aquella oscura y triste torre, de hambre, desangrada o quizás de tristeza. Y una vez que murió, el fantasma de la hermosa joven rubia pasea su tristeza por las salas del palacio de los Vélez, quizás deseando encontrar al joven enamorado, al que nunca ha podido olvidar a pesar de los siglos transcurridos. La presencia fantasmal es un tema que se lleva entre los empleados del Colegio de Arquitectos con cierta normalidad pero con mucha discreción.

## El fantasma de la plaza
Relacionado con otra iglesia, la iglesia parroquial de San Bartolomé, una leyenda ha adjudicado el título de la casa del miedo a un edificio situado en la misma plaza de San Bartolomé, una construcción del siglo XIX edificada por el arquitecto Felipe Mingo para el conde del Águila. En realidad, en este lugar concurren dos historias de fantasmas: una es de fenómenos paranormales, y la otra, de jocosa picaresca. La primera arranca del desgraciado accidente de la muerte del hijo del conde al caer por una ventana, al que sucedieron los fallecimientos de varios vecinos del inmueble en extrañas circunstancias. Además, se oían ruidos y voces extrañas y algunos enseres se desplazaban solos. La casa fue considerada maldita y quedó deshabitada durante años. La segunda leyenda cuenta que en la plaza se aparecía muchas noches un fantasma de corte tradicional, es decir, de los que llevan la clásica sábana blanca y al desplazarse producen un ruido como el de una cadena arrastrándose sobre el empedrado. Los aterrorizados vecinos que osaban fisgar sus movimientos comprobaban que siempre desaparecía en la mencionada casa. Un joven vecino, nada susceptible de dejarse atemorizar, salió a su encuentro una noche. Bajo la sábana encontró a un caballero que, con tal atuendo, iba a visitar a su amante pensando que así no sería ni reconocido ni molestado.

## Leyenda de los angelitos de la Virgen de las Angustias

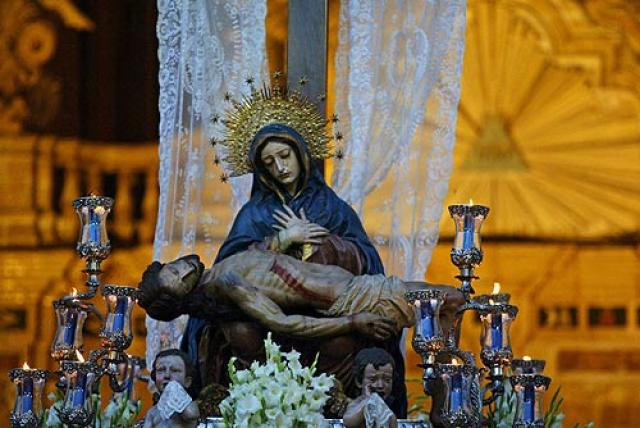
Virgen de las Angustias

Una mañana del año 1667 llegó a Jaén un escultor llamado Antón acompañado de su esposa y dos pequeños hijos gemelos. Encontraron vivienda en una modesta casa de la Magdalena, pero los vecinos se extrañaban pues la mujer y los niños jamás salían a la calle.
Antón comenzó a trabajar como escultor en las obras de la Catedral. Salía por las mañanas temprano y regresaba a casa a la noche. Tenía un carácter muy reservado y procuraba no mezclarse demasiado con la gente. Evitaba conversar con nadie y siempre caminaba en solitario por las calles menos transitadas. Nadie conocía nada acerca de su vida o su familia. Pero a pesar de ello, su trabajo con la piedra y la madera era exquisito y muy admirado, así que la demanda del mismo fue aumentando al igual que su fama.
Sin embargo, una noche desapareció con la familia sin dejar rastro. Los vecinos dijeron que habían escuchado fuertes gritos de gente en la casa, así como galopar de caballos y tropel de lucha. Algunos dijeron haber visto a Antón aquella noche corriendo desesperado hacia la puerta de Martos tras el rastro de una gran polvareda.
Un día, unos diez años después de aquellos hechos, volvió a verse a Antón por Jaén. El hombre tenía muy mal aspecto y había envejecido mucho más de lo normal para su edad. Mostraba claros signos de sufrimiento en su rostro.
Antón fue al convento de los Carmelitas Descalzos, donde se conservaban varias obras suyas, y pidió asilo a cambio de trabajo. El padre superior accedió, y se convirtió en la única persona con la que Antón cruzaba algunas palabras. Después de mucho tiempo y con gran paciencia, el superior logró que Antón relatara todo lo ocurrido.
El hombre contó que había sido hecho prisionero cuando prestaba servicio en un barco de guerra español y conducido a tierras africanas donde estuvo prisionero cuatro años. Cuando lo dejaron en libertad le dieron la opción de regresar a su tierra, pero él no contaba con medios económicos para hacerlo así que se puso a trabajar en casa de un rico musulmán. Allí conoció a la hermosa hija de éste y se enamoró de ella, siendo su amor a su vez correspondido. Pero por supuesto el padre no aprobaba dicha unión, por lo que ambos decidieron huir juntos de aquellas tierras. Así fue como llegaron a la Península. Primero se asentaron en Sevilla, donde nacieron sus dos hijos gemelos, y finalmente decidieron trasladarse a Jaén.
Decidieron guardar el secreto a todo el mundo y tratar de pasar totalmente desapercibidos por miedo a que su paradero llegara a oídos del padre de ella. Sin embargo, finalmente ocurrió lo temido y una noche se presentaron en la casa seis hombres armados y a caballo, los cuales, sin mediar palabra, le arrebataron a su esposa y sus dos hijos.
Antón no podía dejar de llorar recordando aquellos amargos momentos y las caras de dolor de su familia. Decía tener grabados en su mente los rostros contorsionados por la pena y las lágrimas de sus dos pequeños hijos. Había buscado a su familia hasta la extenuación, pero todo había sido en vano. El padre superior se quedó muy acongojado al conocer la triste historia y trató de darle todo su apoyo para ayudarlo a soportar el día a día.
Antón comenzó a trabajar en un precioso retablo para la Virgen de las Angustias, pero en sus ratos libres tallaba unos angelitos que lloraban amargamente con gran dolor. En aquellos rostros plasmó las imágenes de sus dos amados hijos en aquel triste momento en que fueron arrancados de su lado. Todos en el convento quedaron sorprendidos ante la belleza y realismo de la obra y los angelitos fueron colocados al pie de la imagen de Nuestra Señora.
Pero dos días después de bendecidos los angelitos, Antón volvió a desaparecer. Sólo dejó una nota sobre su cama dirigida al superior, en ella explicaba que no podía soportar el dolor que le causaba contemplar aquellos dos angelitos y por ello abandonaba Jaén para siempre. Nunca más se supo de él.
1. ↑  Madrid, Paz (23 de octubre de 2023). «¿Conoces la maldición de la mona de la Catedral de Jaén?». Jaén Hoy. Consultado el 24 de noviembre de 2024.
2. ↑  Leyenda de los angelitos de la Virgen de las Angustias de Jaén.
3. ↑  Los angelitos de la Virgen de las Angustias.